# Trolley Troubles
Pour plus de détails, voir Fiche technique et Distribution.
Trolley Troubles est un court métrage de la série Oswald le lapin chanceux, produit par les studios Disney et sorti le 5 septembre 1927.

## Synopsis
Oswald est un chauffeur de tramway à Toonerville et doit lutter avec des enfants le suppliant de faire des voyages gratuits, une vache sur la voie et des collines transformant le voyage en montagnes russes.

## Fiche technique
- Titre : Trolley Troubles
- Série : Oswald le lapin chanceux
- Réalisateur : Walt Disney
- Animateur[1] : Ub Iwerks, Hugh Harman, Friz Freleng, Rollin Hamilton, Ben Clopton, Norm Blackburn et Les Clark
- Camera[1] : Mike Marcus
- Producteur : Charles Mintz
- Production : Disney Brothers Studios sous contrat de Robert Winkler Productions
- Distributeur : Universal Pictures
- Date de sortie : 5 septembre 1927[1],[2],[3]
- Autres dates[1] :
  - Date de livraison : 1er mai 1927
  - Dépôt de copyright : 9 juin 1927 par Universal
  - Première à Los Angeles : 4 juillet 1927 au Criterion Theatre en première partie Flesh and the Devil
  - Première à New York : 15 juillet 1927 au Roxy Theater en première partie de Singed
  - Ressortie sonorisée : 23 novembre 1931
- Format d'image : Noir et Blanc
- Durée : 6 min
- Langue : (en)
- Pays de production :  États-Unis

## Commentaires
Le final avec un saut au-dessus d'un ravin en tramway est assez proche du scénario de la séquence Casey Jr. du long métrage Le Dragon récalcitrant (1941).